# Rothenburg LU
| LU ist das Kürzel für den Kanton Luzern in der Schweiz. Es wird verwendet, um Verwechslungen mit anderen Einträgen des Namens Rothenburg zu vermeiden. |

Rothenburg ist eine politische Gemeinde im Wahlkreis Hochdorf des schweizerischen Kantons Luzern.

## Geographie
Das Gemeindegebiet ist Teil der Agglomeration der Stadt Luzern und westlich der Autobahn A2 zum grössten Teil Industriegebiet. Die südliche Gemeindegrenze zu Emmen verläuft auf einigen Kilometern entlang des Hellbühler Rotbachs, von diesem weg zum Roteburgerwald und entlang des Rütibächlis, das von links in den Waldibach einmündet. Dieser bildet in einer Linksschlaufe die Ost- und Nordgrenze bis hin zum Burgwald, dessen südlicher Teil zu Rothenburg gehört. In diesem Wald führt die Gemeindegrenze nach Norden, dreht aber noch dort westwärts bis zum Sandblattewald südwestlich von Rain. Dann geht sie in Südwestrichtung zurück zum Industriegebiet an der A2.
An der Gemeindegrenze zu Neuenkirch im Nordwesten liegt der Bärtiswilerwald.
Die Gemeinde besteht aus dem Dorf nördlich des Hellbühler Rotbachs und des in ihn einmündenden Buzibachs mit verschiedenen Quartieren. Das grösste davon ist Bertiswil. Daneben gibt es ausser dem Gebiet westlich der A2 nur noch Häusergruppen und Einzelgehöfte.
Vom Gemeindeareal von 1552 ha werden etwa zwei Drittel (63,0 %) landwirtschaftlich genutzt. Ein Sechstel (16,8 %) ist von Wald und Gehölz bedeckt, und 19,9 % sind Siedlungsfläche (Stand 2015/2016).
Rothenburg grenzt an Emmen, Eschenbach LU, Neuenkirch und Rain.

## Bevölkerung
Die Bevölkerung wuchs in der ersten Hälfte des 19. Jahrhunderts stark an (1798–1850: +60,2 %). In der zweiten Hälfte sank die Einwohnerzahl infolge Landflucht leicht (1850–1900: −3,0 %), allerdings fiel der Bevölkerungsrückgang wegen der Nähe zur Stadt Luzern weit mässiger aus als in anderen Landgemeinden. Bis 1950 wuchs die Bevölkerung stetig weiter (1900–1950: +66,9 %). Das Wachstum intensivierte sich ab 1960 (1960–2000: +148,9 %). Ab der Jahrtausendwende setzte sich das Wachstum noch mässig fort und hält bis heute an (2000–2020: +23,3 %).
Quellen: 1798–1837: Helvetische und kantonale Volkszählungen; 1850–1980 Volkszählungsergebnisse, 1981–2010 ESPOP, seit 2011 STATPOP

### Sprachen
Die Bevölkerung benutzt als Alltagssprache eine hochalemannische Mundart. Bei der Volkszählung im Jahr 2000 gaben 94,13 % Deutsch, 1,15 % Serbokroatisch und 1,01 % Italienisch als Hauptsprache an.

### Religionen – Konfessionen

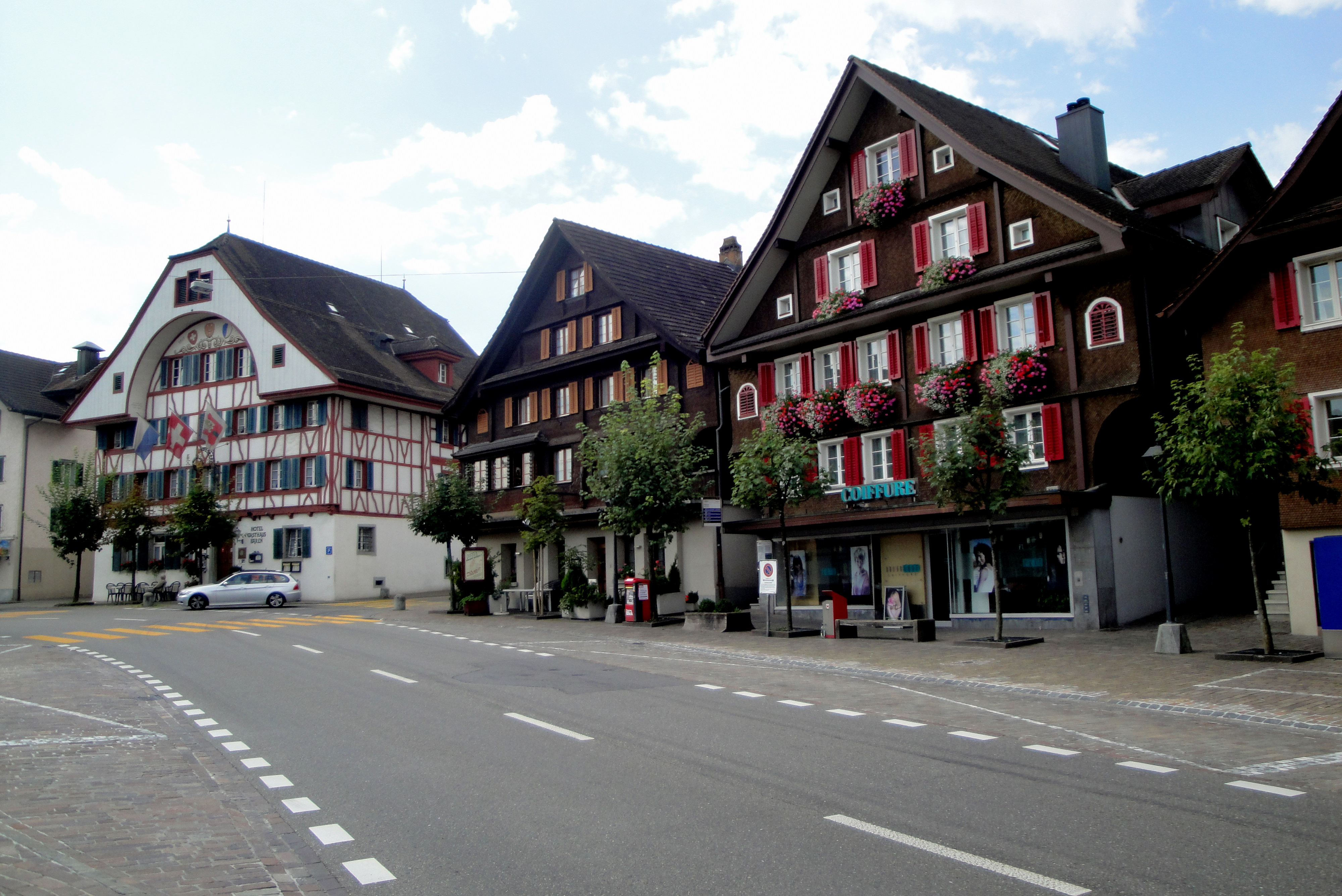
Flecken Rothenburg

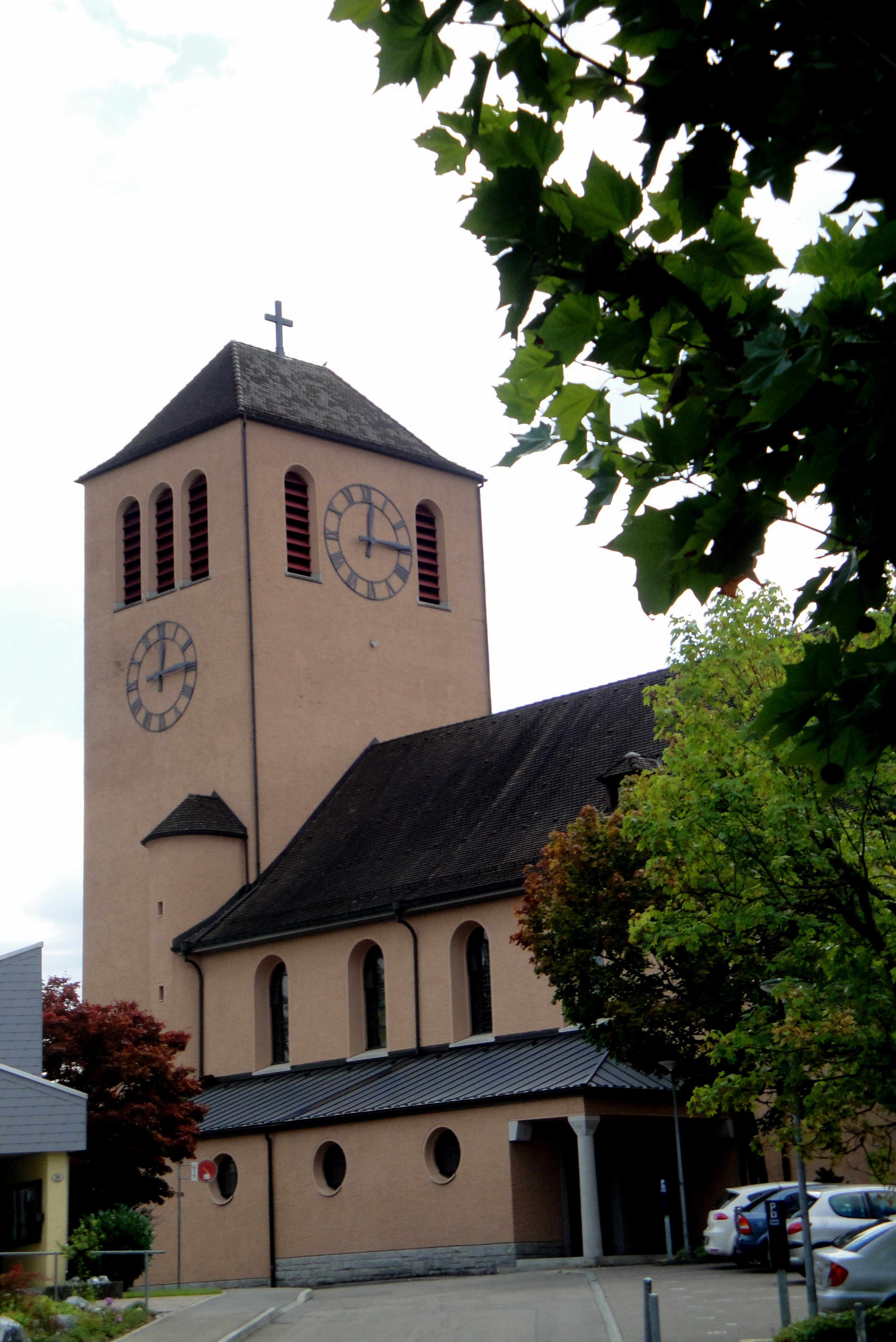
Pfarrkirche Rothenburg

Früher waren alle Einwohner Mitglieder der römisch-katholischen Kirche. Infolge von Kirchenaustritten und Zuwanderung aus anderen Regionen der Schweiz und dem Ausland hat sich dies geändert. Heute (Stand 2000) sieht die religiöse Situation wie folgt aus: 77,0 % der Einwohner sind römisch-katholische, 12,37 % evangelisch-reformierte und 1,46 % orthodoxe Christen. Daneben findet man 4,89 % Konfessionslose, 1,65 % Muslime und 0,40 % Angehörige anderer nichtchristlicher Bekenntnisse. Bei den meisten Muslimen handelt es sich um Albaner; Bosniaken, Türken und Kurden bilden den Rest. Die orthodoxen Christen stammen mehrheitlich aus Serbien oder Montenegro.

### Herkunft – Nationalität
Ende 2020 zählte die Gemeinde 7715 Einwohner. Davon waren 6838 Schweizer Staatsangehörige und 877 (= 11,4 %) Menschen anderer Staatsangehörigkeit. Die grössten Zuwanderergruppen kommen aus Deutschland (149), Italien (127), dem Kosovo (69), Portugal (65), Serbien (47), Bosnien und Herzegowina (27), der Slowakei (23), Ungarn, Spanien (je 22), Slowenien (21), Eritrea (18), Nordmazedonien, Bulgarien (je 17), der Türkei (14) und Sri Lanka (12).

## Geschichte

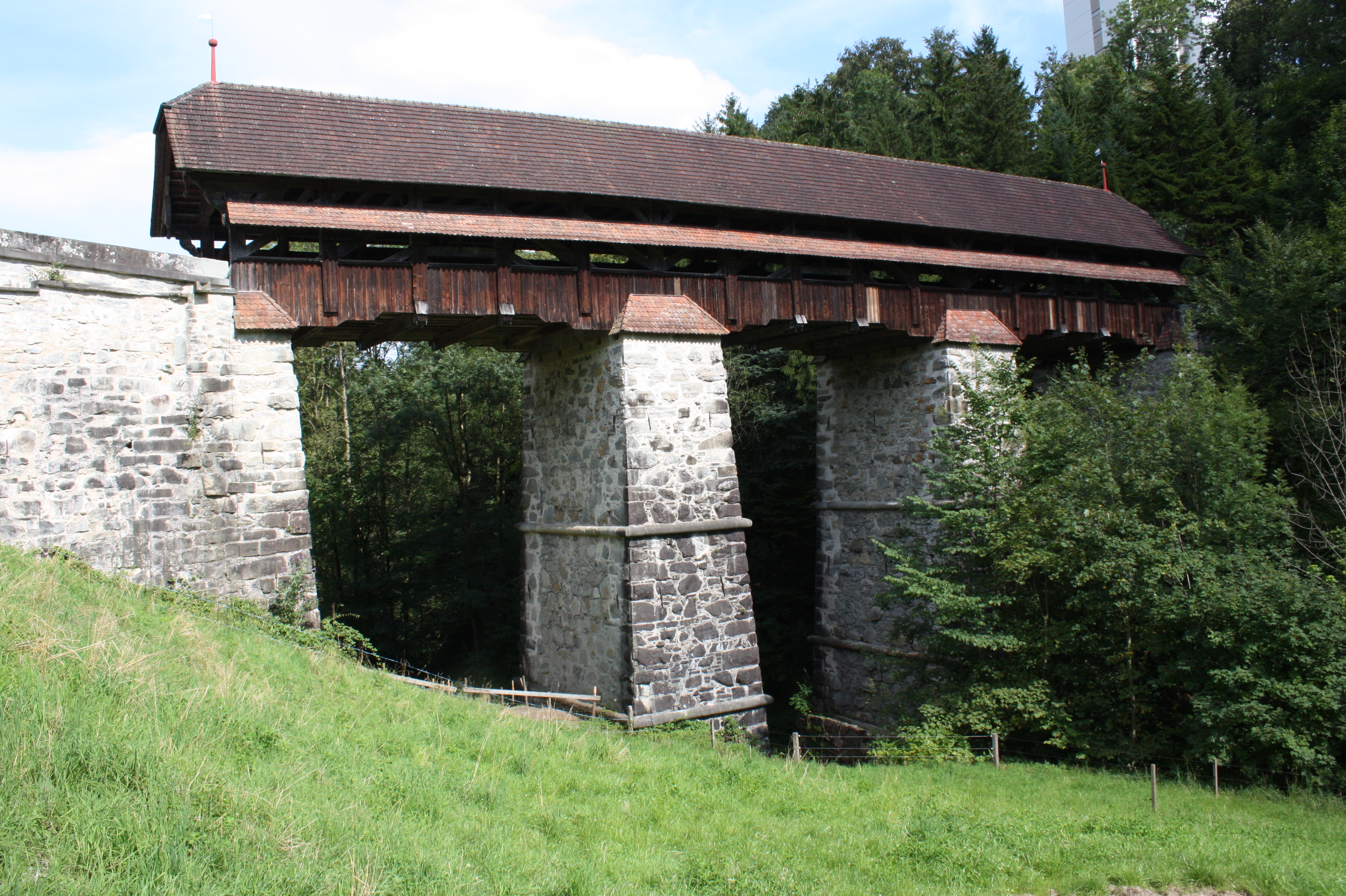
Rothenburger Brücke

Luftbild (1946)

Die erste indirekte Erwähnung fand die Gemeinde um 1130, als in einer Urkunde ein Walther von Rodemburg auftaucht. Die Freiherren von Rothenburg waren eine der mächtigsten und kriegerischsten Familien der ganzen Region und pflegten eine intensive Feindschaft zu Luzern. Um 1285 starben sie aus, geschwächt durch ständige Fehden. Die Habsburger erbten ihren Besitz und machten Rothenburg zu einer Vogtei. König Albrecht I. (HRR) versuchte zudem, die Nord-Süd-Handelsroute in Richtung Gotthard über das Gebiet der Habsburger aufzuwerten, indem er Rothenburg 1299 zur Zollstelle erhob. Nach dessen Ermordung (1308 bei Brugg) liess allerdings sein Nachfolger, König Heinrich VII. (HRR) von Luxemburg, durch Reichsvogt Werner von Homberg 1313 eine konkurrierende Zollstelle in Flüelen aufbauen. Im Ringen um ihre Stellung in der Waldstätte verliehen die Habsburger im Jahr 1371 Rothenburg sogar das Stadtrecht, um es als Gegenmacht zur eidgenössisch gewordenen Stadt Luzern zu positionieren. Am 28. Dezember 1385, als der Grossteil der Burgbesatzung und der Einwohner an einer Wallfahrtsprozession einige Kilometer ausserhalb des Städtchens teilnahmen, zerstörten die Stadtluzerner die Burg und schleiften die Stadtmauern. Der Vogt Petermann I. von Grünenberg wurde vertrieben. Ein Jahr später, nach der Schlacht von Sempach, übernahmen die Luzerner die Macht. 1397 wurde Rothenburg von Petermanns Sohn, Hemmann I. von Grünenberg, an Luzern verkauft. Die Luzerner errichteten ein Amt Rothenburg mit einem in der Stadt Luzern residierenden Landvogt. Dabei war Rothenburg jedoch nur der Hauptort des inneren Teils des Amtes, während Hochdorf der Hauptort des äusseren Teils war. Im Jahre 1512 erhielt Rothenburg als Untertanengebiet von Luzern von Papst Julius II. eigens einen wertvollen «Juliusbanner» für die 1508–1510 im "Grossen Pavier Feldzug" geleisteten Dienste zur Vertreibung der Franzosen. Seit 1803 gehört die Gemeinde zum neu geschaffenen Amt Hochdorf.

## Politik

### Gemeinderat
Der Gemeinderat Rothenburg besteht aus fünf Mitgliedern und ist wie folgt aufgestellt (Amtsdauer 2024–2028):
- Bernhard Büchler (CVP): Gemeindepräsident
- Raphael Bühlmann (FDP): Zentrale Dienste
- Gisela Doenni-Widmer (parteilos): Dienstleistungen
- Michael Riedweg (Die Mitte): Öffentliche Infrastruktur
- Thomas Wespi (SP): Bildung

### Kantonsratswahlen
Bei den Kantonsratswahlen 2023 des Kantons Luzern betrugen die Wähleranteile in Rothenburg: Mitte 27,36 %, SVP 22,01 %, SP (mit JUSO) 16,65 %, FDP 15,60 %, glp 10,47 % und Grüne (mit JG) 7,90 %.

### Nationalratswahlen
Bei den Schweizer Parlamentswahlen 2023 betrugen die Wähleranteile in Rothenburg: Mitte 28,9 %, SVP 25,7 %, FDP 16,1 %, SP 11,8 %, glp 9,1 %, GPS 5,9 %, übrige 2,4 %.

## Verkehr

### Öffentlicher Verkehr
Die Gemeinde liegt an der Bahnlinie Luzern–Olten. Die Haltestelle Rothenburg Station wird durch den Regio Express und die Linie S1 der S-Bahn Luzern bedient.
Durch Rothenburg verkehren die Buslinien 46 Emmenbrücke Bahnhof–Rothenburg Wahligen Nord, 50 Luzern Bahnhof–Menziken, 51 Rothenburg Bahnhof Dorf–Rain und 52 Luzern Bahnhof–Rickenbach LU, welche durch die Auto AG Rothenburg betrieben werden. Ab dem Bahnhof Rothenburg beziehungsweise dem Ortsteil Station verkehren zudem die Linien 60 nach Buttisholz und 70 nach Sempach Station.

### Motorisierter Individualverkehr
Rothenburg liegt an der Kantonsstrasse K 15 Luzern–Beromünster und der Autobahn A2 Basel–Luzern–Chiasso. Die Gemeinde verfügt seit November 2011 über einen eigenen Anschluss auf die Autobahn A2 im Ortsteil Rothenburg Station, weiterhin ist das Dorf auch über den Autobahnanschluss Emmen-Nord erreichbar.

## Sonstiges

### Sport
- Rothenburg ist der Heimort des Radballvereins RBC Rothenburg.
- Handballclub Rothenburg HCR
- Fussballclub Rothenburg
- Leichtathletikverein Rothenburg TSV

### Sehenswürdigkeiten
- Rothenburger Brücke erbaut 1715–1717
- Bertiswiler Kirche
- Spycher
- Toni’s Zoo
- Spielplatz Chärnsmatt mit Liliputbahn-Anlage

### Einkaufen
Seit November 2011 ist Rothenburg Standort des schwedischen Möbelkonzern IKEA. Damit ist es die einzige IKEA in der Zentralschweiz.

### Radio und Nachrichtenportal
Seit April 2020 hat die Gemeinde Rothenburg mit dem Radio Redcastle ein eigenes Dorfradio. Es wurde während des Corona-Lockdowns gegründet und wird heute von mehreren freiwilligen Personen geführt.
Im Juni 2020 gründete das Dorfradio das eigene Nachrichtenportal Redcastle News. In diesem können neben Neuigkeiten aus dem Dorf auch regionale Nachrichten gelesen werden.

### Partnerschaften
Mit Rotenburg an der Fulda besteht eine Gemeindepartnerschaft.

## Persönlichkeiten
- Heinrich Krauer (1755–1827), Arzt und Staatsmann, Bezirksarzt in Rothenburg
- LCone (* 1994), Rapper aus Rothenburg
- Kaspar Meier (1917–1998), Rechtsanwalt und Politiker
- Doris Schweizer (* 1989), Radrennfahrerin
- Karin Thürig (* 1972), Radsportlerin und Triathletin